# Сельское поселение «Тут-Халтуйское»
Се́льское поселе́ние «Тут-Халтуйское» — муниципальное образование в Ононском районе Забайкальского края Российской Федерации.
Административный центр — село Тут-Халтуй.

## История
Статус и границы сельского поселения установлены Законом Читинской области от 19 мая 2004 года «Об установлении границ, наименований вновь образованных муниципальных образований и наделении их статусом сельского, городского поселения в Читинской области».

## Население
| 2010 | 2011 | 2012 | 2013 | 2014 | 2015 | 2016 |
| ---- | ---- | ---- | ---- | ---- | ---- | ---- |
| 626  | ↘623 | ↘608 | ↘594 | ↘578 | ↘567 | ↘555 |
| 2017 | 2018 | 2019 | 2020 | 2021 |      |      |
| ↘547 | ↘539 | ↘526 | ↘511 | ↘376 |      |      |

## Состав сельского поселения
| № | Населённый пункт | Тип населённого пункта       | Население |
| - | ---------------- | ---------------------------- | --------- |
| 1 | Куранжа          | село                         | ↘116      |
| 2 | Тут-Халтуй       | село, административный центр | ↘383      |